# Kyjovský prales
Kyjovský prales je národní přírodní rezervace v oblasti Východní Karpaty na Slovensku. Nachází se ve vojenském újezdě Valaškovce v okrese Humenné v Prešovském kraji. Byla vyhlášena v roce 1974, kdy měla rozlohu kolem 50 hektarů. V roce 2007 byl však prales mnohonásobně rozšířen a v současné době tak dosahuje plochy takřka 400 hektarů. V pralese se nachází především listnaté stromy jako buk (Fagus), lípa (Tilia) a javor (Acer).